# Autocross (Automobilhersteller)
Autocross ist ein argentinischer Hersteller von Automobilen.

## Unternehmensgeschichte
Das Unternehmen aus Rosario begann 1983 mit der Produktion von Automobilen. Der Markenname lautet Autocross, auch Auto Cross geschrieben.

## Fahrzeuge
Im Angebot stehen Geländewagen. Ein eigenes Fahrgestell auf der Basis eines Chassis von Ford bildet die Basis. Darauf wird eine Karosserie aus Kunststoff montiert.
Das Modell Jeep ist die kurze Ausführung und ähnelt dem Jeep. Er hat einen Sechszylindermotor von Ford mit 3620 cm³ Hubraum und 132 PS Leistung.
Der Jeepon ist die lange Ausführung mit festem Dach als Kombi. Ein V8-Motor mit 4785 cm³ Hubraum und 162 PS Leistung treibt die Fahrzeuge an.
Das Unternehmen restauriert auch Jeeps von IKA.